# Kauri Grove Waterfall
Der Kauri Grove Waterfall ist ein Wasserfall auf der Nordinsel Neuseelands. Er liegt im Kaimai Mamaku Conservation Park etwa 45 Autominuten nordwestlich von Tauranga in der Region Bay of Plenty. Seine Fallhöhe beträgt rund 5 Meter. In unmittelbarer Nachbarschaft befinden sich die bedeutend größeren Ananui Falls.
Der Wasserfall ist von einem Parkplatz an der Woodland Road über den 5 Kilometer langen und anspruchsvollen Ananui Falls Track in etwa 2½ Stunden Fußmarsch erreichbar. Der Track ist inzwischen zur Vermeidung der Ausbreitung einer durch Eipilze der Gattung Phytophthora hervorgerufenen Mykose gesperrt, die eine Wurzelfäule beim Neuseeländischen Kauri-Baum verursacht.